# Kyohei Ueda
Kyohei Ueda (上田 恭平 Ueda Kyohei?), född 7 maj 1999 i Osaka prefektur, är en japansk fotbollsspelare.
Ueda började sin karriär 2017 i Cerezo Osaka.